# Allvar Gullstrand
Allvar Gullstrand (Landskrona, Suecia; 5 de junio de 1862-Estocolmo, 28 de julio de 1930) fue un oftalmólogo sueco. Recibió el Premio Nobel de Medicina en 1911 por sus trabajos acerca de la refracción de la luz en el interior de los ojos.

## Semblanza
Inició sus estudios en Landskrona para luego inscribirse en la facultad de medicina de la Universidad de Upsala y graduarse en la Universidad de Estocolmo en 1888. En 1891, obtuvo el nombramiento como profesor docente en el área de Oftalmología en el Instituto Karolinska, en 1894 la jefatura de Oftalmología en la Universidad de Upsala. Abandonó la cirugía oftalmológica en 1914, para dedicarse a la investigación sobre instrumentos ópticos como profesor de Fisiología Óptica en la misma universidad. 
Gullstrand contribuyó extensamente a la oftalmología clínica y a la cirugía oftalmológica mediante sus teorías e investigaciones: diseñó la lámpara de hendidura y el oftalmoscopio libre de reflejo, desarrolló técnicas quirúrgicas para el tratamiento del simbléfaron y unas lentes correctoras para emplear después de las intervenciones de cataratas y redefinió la teoría de la acomodación. 
Fue galardonado con el premio Nobel en 1911 por sus investigaciones matemáticas sobre la refracción de la luz a través del medio transparente del ojo vivo. Gullstrand ha sido el único individuo que ha rechazado y aceptado un premio Nobel el mismo año. Además de ser un oftalmólogo clínico, también fue un brillante investigador.
Fue elegido miembro de la Real Academia de Ciencias Sueca en 1905, formando parte del comité desde donde se opuso a que Albert Einstein recibiese el Premio Nobel en Física por la teoría de la relatividad, que Allvar consideraba equivocada.

## Eponimia
- El cráter lunar Gullstrand lleva este nombre en su memoria.